# Франко Оссола (стадион)
Стадион Франко Оссола (итал. Stadio Franco Ossola), другое название Велодром Луиджи Ганна (итал. Velodromo Luigi Ganna) — футбольный стадион в итальянском городе Варесе. Является домашним стадионом ФК «Варезе». Построен в 1925 году.

## История
Стадион был основан в 1925 году и получил название Stadio del Littorio. После этого он несколько раз реконструировался, последние кардинальные изменения проводились в 60-х годах. В сентябре 1950 года арена была переименована в память об итальянском футболисте Франко Оссоле, который в 1949 году трагически погиб в авиакатастрофе вместе с командой «Торино».
В 1971 году стадион использовался для проведения мирового чемпионата по велотрековым гонкам. После соревнований арена получила имя в честь профессионального велогонщика Луиджи Ганны (победителя первой гонки Джиро д’Италия).
10 августа 2011 года здесь впервые состоялась игра с участием молодёжной сборной Италии. На товарищеский матч с итальянцами приехали их сверстники из Швейцарии.

## Описание стадиона
На стадионе есть пять беговых дорожек для лёгкой атлетики, но сейчас они находятся в нерабочем состоянии. Также имеется велодром длиной 446 метров. На востоке арены находятся трибуны с крышей, под главной трибуной находится пресс-центр, раздевалки и служебные помещения. В 2010 году по новым правилам безопасности на стадионе были установлены камеры видеонаблюдения и турникеты. После выхода «Варезе» в Серию В количество мест было увеличено до 8 213. Во время игр плей-офф стадион может вместить до 9 424 зрителей.